# William Biehn
William Biehn (13 septembre 1911 - 26 juin 1995) est un peintre orientaliste français.

## Biographie
William Biehn naît à Metz pendant la première annexion allemande, en 1911. Fils d'Eugène Biehn et de Joséphine Troestler, William Biehn consacrera sa vie à la peinture. Il s’installe au Maroc, dans la région de Meknès, où il peint des scènes de vie orientales. William Biehn s'installe ensuite au Pays basque, à Saint-Jean-de-Luz, où il peint encore des paysages, des marines et des scènes de la vie quotidienne. Aimant les scènes pittoresques, Biehn a aussi peint des paysages en Provence, en Auvergne, en Champagne-Ardenne, en Bavière et en Alsace. Les œuvres du « peintre manchot » sont aujourd'hui appréciées pour leur fraicheur et leur naturel. William Biehn décéda en 1995, à Saint-Jean-de-Luz à l'âge de 83 ans.

## Œuvres
- Kasbah de Tamaslat[1]
- Vue de Midelt[1]
- Bateau sur une rivière[1]

## Sources
- Biehn sur labordeencadrement.free.fr.